# Mirandola
Mirandola je grad i općina u talijanskoj pokrajini Emilia-Romagna na sjeveru provincije Modena.

## O mjestu
Grad se nalazi 35 kilometara južno od Modene, 50 kilometara jugozapadno od Bologne.

## Poznate osobe
- Giovanni Pico della Mirandola, filozof i humanist iz razdoblja renesanse.
- Giovanni Francesco Pico della Mirandola , filozof, nećak Giovannija Pica della Mirandole
- Nicola Rizzoli, nogometni sudac